# Marele Saint-Bernard

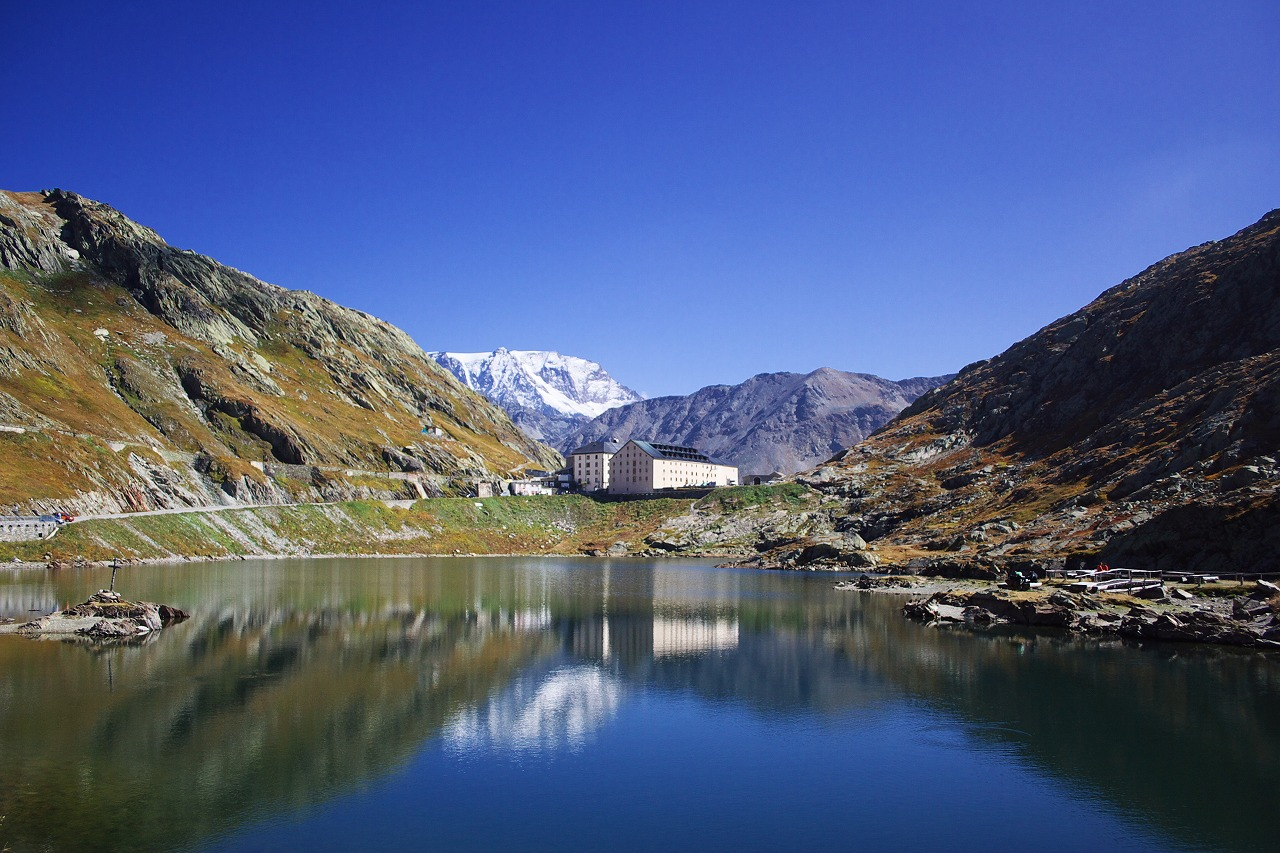

Marele Saint-Bernard este a treia cea mai mare trecătoare din Elveția. Face legătura între orașul Martigny din Cantonul Valais, Elveția, cu Aosta, Italia. 
Trecătoarea a fost reprezentată în pictura lui Jacques-Louis David intitulată Bonaparte traversând Marele Saint Bernard.